# Nam Vanmeer
Nam Vanmeer is een van de twee door mensen gemaakte meren op het schiereiland Macau in Macau. Het meer bevindt zich aan de zuidkant van het schiereiland.
Het meer was ooit een baai (Bahia Da Praia Grande) en werd een meer toen er een dam (Avenida Dr Sun Yat Sen) aangelegd werd die gedeeltelijk de baai afsloot. Het project om het meer te sluiten begon in 1991 om zo meer ontwikkeling aan te trekken. Nam Van betekent Zuid Baai in het Chinees.
Veel van het land ten zuidwesten van de baai werd gevormd door landwinning.
Het Macau Legislative Assembly Building en Superior Court of Macau Building kijken uit over het meer. Het meer wordt doorsneden door de Ponte Governador Nobre de Carvalho of Macau-Taipabrug.
Er zijn vier door mensen gemaakte eilanden in het Nam Vanmeer. Het meer heeft samen met het andere kunstmatige Sai Vanmeer een oppervlakte van 80 hectare.